# Sárga tüskésharcsa
A sárga tüskésharcsa (Tachysurus fulvidraco) a sugarasúszójú halak közé sorolt valódi csontoshalak (Teleostei) csoportjában a harcsaalakúak (Siluriformes) rendbe sorolt tüskés harcsafélék (Bagridae) család Tachysurus nemének egyik faja. Tudományos nevének hozzávetőleges magyar jelentése: „gyorsfarkú sárgasárkány”.

## Származása, elterjedése
Kelet-Ázsia édesvizeiben él Vietnámtól Laoszon, Kínán és Koreán át az Amur vízrendszeréig. Inváziós fajként a 2000-es években Európa több pontján is megtelepedett. A Duna németországi szakaszán nagyobb populációja alakult ki, ezért Bajorországban 2018-ban már nem tekintették ritkának. Az Ipolyban 2019-ben tűnt fel.

## Megjelenése, felépítése
Mérete a törpeharcsáéhoz (Ameiurus nebulosus) hasonló. Bőre sárgás árnyalatú vagy élénk sárga-fekete foltos, a farka villás, mélyen bemetszett.

## Életmódja, élőhelye
Álló- és folyóvizekben egyaránt előfordul.

### Szaporodása
Európai megtelepedése arra utal, hogy a korábbi feltételezésektől eltérően nem csak a 16°C-nál melegebb vizekben szaporodóképes. Csoportosan lyukakat (ún. ívógödröket) ás a mederfenékbe, és azokba rakja ikráit, amelyeket kikelésükig a hím őriz (Urania). 

## Felhasználása
Élénk színei okán akváriumi díszhalként ismert. Az európai vizekben valószínűleg ilyen, szabadon engedett példányai telepedtek meg, így Magyarországon is, ahol 2019-ben az Ipolyból fogták ki az első példányokat.